# Parola e Preghiera
Parola e Preghiera − włoski miesięcznik katolicki wydawany przez dom wydawniczy Periodici San Paolo.
Miesięcznik zawiera czytania liturgiczne z mszy św. na każdy dzień oraz tekst komplety.
Dyrektorem odpowiedzialnym za publikację czasopisma jest Nicola Baroni, komentarze do lektur przygotowuje Paolo Curtaz.